# Reinhard Patscheider
Reinhard Patscheider (* 19. Februar 1957 in Langtaufers, Gemeinde Graun, Südtirol; † 24. August 1998 am Grand Combin, Schweiz) war ein italienischer Bergsteiger, dessen bedeutende Unternehmungen schnellste Begehungen verschiedener Berge darstellten. Daneben war er auch mit Expeditionen im Himalaya unterwegs. Vor Beginn seiner Bergkarriere war er Viehhirte auf Almen in seiner Heimat und machte eine Ausbildung zum Automechaniker.

## Karriere
An der Matterhorn-Nordwand (4478 m) zog sich Patscheider 1980 Erfrierungen an Händen und Füßen zu. 1981 durchstieg er die Nordwände von Ortler (3905 m), Monte Zebrù (3735 m) und Königsspitze (3851 m) an einem Tag. Letztere kletterte der Südtiroler 1983 alleine. Mit einer Zeit von unter fünf Stunden (1983) hielt er den Rekord für die schnellste Durchsteigung der Eiger-Nordwand (3967 m) 20 Jahre lang, welche onsight gelang. 1985 folgte die erste Expedition zur Annapurna (8091 m), bei der er allerdings den Gipfel wegen schlechten Wetters nicht erreichen konnte. Zehn Jahre vergingen, bis Patscheider 1995 den Mount Everest (8848 m) besteigen konnte. Während der Akklimatisationsphase bekam er ein Lungenödem, welches nach einem Abstieg in tiefere Lagen verschwand, und er versuchte es erneut. 1998 riss ihn ein Höhensturm aus der Wand des Grand Combin, wobei er und seine beiden Führerkunden tödlich verletzt wurden.